# MOKS Słoneczny Stok Białystok
MOKS Słoneczny Stok Białystok – polski, wielosekcyjny klub sportowy z Białegostoku, wpisany do ewidencji uczniowskich klubów sportowych dnia 28 grudnia 1998 roku. Finalista Pucharu Polski w futsalu w sezonie 2017/2018. Młodzieżowy mistrz Polski w futsalu U-17 w roku 2025. W sezonie 2016/2017 drużyna futsalu wywalczyła awans do Futsal Ekstraklasy, w której rozegrała 7 sezonów. W rozgrywkach młodzieżowych klub zdobył 20 medali mistrzostw Polski (6 złotych, 5 srebrnych i 9 brązowych).
Inicjatywa powołania uczniowskiego klubu sportowego na osiedlu Słoneczny Stok w Białymstoku narodziła się 29 października 1998 roku. Tego dnia odbyło się zebranie założycielskie Międzyszkolnego Osiedlowego Klubu Sportowego (MOKS) „Słoneczny Stok”. Klub został zarejestrowany 28 grudnia 1998 roku. Z biegiem lat funkcjonowało w nim 10 różnych sekcji sportowych, m.in.: tenisa stołowego, lekkoatletyki, koszykówki dziewcząt, żeglarstwa, aerobiku, modelarstwa (od 1998 roku), piłki ręcznej (od 2002 roku) oraz futsalu (od 2006 roku).

Klub organizuje wiele imprez sportowo-rekreacyjnych: Puchar Ligi i Puchar Wiosny w futsalu, turnieje piłki ręcznej, tenisa stołowego oraz zawody lekkoatletyczne. Największą z imprez jest organizowana od 2000 roku Słoneczna Liga w futsalu.

Obecnie w klubie są sekcje futsalu, tenisa stołowego i piłki ręcznej.

## Futsal
W 2008 roku zespół awansował do I ligi futsalu. W 2011 roku drużyna wycofała się z rozgrywek I ligi na trzy kolejki przed końcem sezonu, co skutkowało spadkiem do II ligi. W 2014 roku nastąpiła reaktywacja sekcji futsalu w klubie i ponowny awans do I ligi. W tym samym roku drużyna zajęła 8. miejsce w Młodzieżowych Mistrzostwach Polski U-14 w futsalu. W 2017 roku pierwszy zespół futsalu zwyciężył w rozgrywkach I ligi i awansował do Ekstraklasy, a młodzieżowa drużyna U-16 zajęła 9. miejsce w Młodzieżowych Mistrzostwach Polski.
W sezonie 2020/2021 drużyna U-17 zdobyła wicemistrzostwo Polski w Młodzieżowych Mistrzostwach Polski w futsalu. W kolejnym sezonie 2021/2022 zespół U-17 uplasował się na miejscach 5–8, a w sezonie 2022/2023 na pozycjach 9–12 w tych samych rozgrywkach. W połowie sezonu 2022/2023 doszło do połączenia klubu z Jagiellonią Białystok, która przejęła od MOKS-u miejsce i licencję na występy w Ekstraklasie (patrz: Jagiellonia Białystok (futsal).
W sezonie 2023/2024 drugi zespół futsalu zwyciężył w regionalnej III lidze i awansował do II ligi. W rozgrywkach 2024/2025 drużyna rezerw uplasowała się na 3. miejscu w I lidze futsalu, natomiast zespół U-17 zdobył tytuł Młodzieżowego Mistrza Polski. W sezonie 2024/2025 futsalowa drużyna kobiet uczestniczyła w rozgrywkach I ligi kobiet.

### Sezony Futsal
| Poziomy rozgrywkowe                                                                            | Poziomy rozgrywkowe | Poziomy rozgrywkowe | Poziomy rozgrywkowe | Poziomy rozgrywkowe | Sezony, opis      | Sezony, opis | Sezony, opis | Sezony, opis | Sezony, opis | Sezony, opis | Sezony, opis | Sezony, opis | Sezony, opis | Sezony, opis  | Sezony, opis | Nazwa                 |
| I                                                                                              | II                  | III                 | IV                  | Sezon               | Liga              | Me.          | Pkt          | B+           | B-           | M.           | Z.           | R.           | P.           | Uwagi         | PP           | Nazwa                 |
| ---------------------------------------------------------------------------------------------- | ------------------- | ------------------- | ------------------- | ------------------- | ----------------- | ------------ | ------------ | ------------ | ------------ | ------------ | ------------ | ------------ | ------------ | ------------- | ------------ | --------------------- |
| I                                                                                              | II                  | III                 |                     | 2005/2006           | III liga (pd-wrm) | b.d.         |              |              |              |              |              |              |              |               | I run.       | MOKS Słoneczy Stok    |
| I                                                                                              | II                  | III                 |                     | 2006/2007           | III liga (pd-wrm) | b.d.         |              |              |              |              |              |              |              |               | II faza gr.  | MOKS Słoneczy Stok    |
| I                                                                                              | II                  | III                 |                     | 2007/2008           | III liga (pd-wrm) | 1(10)        | 41           | 66           | 33           | 18           | 13           | 2            | 3            | [ 9 ]         | II faza gr.  | MOKS Słoneczy Stok    |
| E                                                                                              | I                   | II                  | III                 | 2008/2009           | I liga (gr. II.)  | 5(11)        | 30           | 78           | 79           | 20           | 9            | 3            | 8            | [ 10 ]        | b.d.         | MOKS Słoneczy Stok    |
| E                                                                                              | I                   | II                  | III                 | 2009/2010           | I liga (gr. II.)  | b.d.         | b.d.         |              |              |              |              |              |              |               | b.d.         | MOKS Słoneczy Stok    |
| E                                                                                              | I                   | II                  | III                 | 2010/2011           | I liga            | 12(12)       | 11           | 34           | 105          | 24           | 3            | 2            | 19           | [ 11 ] [ 12 ] | b.d.         | MOKS Słoneczy Stok    |
| E                                                                                              | I                   | II                  | III                 | 2017/2018           | Ekstraklasa       | 9(12)        | 17(25)       | 91           | 101          | 26           | 7            | 3            | 16           | [ 13 ]        | Finalista    | MOKS Słoneczy Stok    |
| E                                                                                              | I                   | II                  | III                 | 2018/2019           | Ekstraklasa       | 10(12)       | 30(21)       | 87           | 114          | 27           | 9            | 3            | 15           | [ 14 ]        | 1/4          | MOKS Słoneczy Stok    |
| E                                                                                              | I                   | II                  | III                 | 2019/2020           | Ekstraklasa       | 10(14)       | 23           | 45           | 60           | 18           | 7            | 2            | 9            | [ 15 ]        | 1/16         | MOKS Słoneczy Stok    |
| E                                                                                              | I                   | II                  | III                 | 2020/2021           | Ekstraklasa       | 11(17)       | 38           | 79           | 128          | 32           | 11           | 5            | 16           | [ 16 ]        | 1/8          | MOKS Słoneczy Stok    |
| E                                                                                              | I                   | II                  | III                 | 2021/2022           | Ekstraklasa       | 12(16)       | 33           | 99           | 102          | 30           | 9            | 6            | 15           | [ 17 ]        | I run.       | MOKS Słoneczy Stok    |
| E                                                                                              | I                   | II                  | III                 | 2022/2023           | Ekstraklasa       | 6(15)        | 42           | 107          | 94           | 28           | 12           | 6            | 10           | [ 18 ]        | Finalista    | MOKS/Jagiellonia      |
| Jagiellonia Białystok (futsal) przejęła licencję I zespołu MOKS-u. Poniżej występy II zespołu. |                     |                     |                     |                     |                   |              |              |              |              |              |              |              |              |               |              |                       |
| E                                                                                              | I                   | II                  | III                 | 2023/2024           | III liga (reg.)   | 1            |              |              |              |              |              |              |              |               |              | MOKS Słoneczy Stok II |
| E                                                                                              | I                   | II                  | III                 | 2024/2025           | II liga (gr. I)   | 2(8)         | 31           | 87           | 114          | 27           | 9            | 3            | 15           | [ 20 ]        | ?            | MOKS Słoneczy Stok II |

## Tenis stołowy
Sekcja tenisa stołowego powstała w klubie w 1998 roku. Już w 2002 roku drużyna odniosła pierwszy znaczący sukces, awansując do II ligi. Autorami tego osiągnięcia byli: Jakub Fiedorczuk, Sławomir Cylwik, Karol Dyszkiewicz, Jan Sawoniuk i Dariusz Baruch.
W 2005 roku zespół wywalczył awans do I ligi, gdzie występował przez kolejne osiem lat. Najlepsze wyniki osiągnięto w sezonie 2010/2011, zajmując 2. miejsce, oraz w sezonie 2011/2012 – 3. miejsce. W 2013 roku drużyna spadła z I ligi, kończąc ośmioletni okres występów na tym poziomie rozgrywkowym.
W tym czasie zawodnicy sekcji odnosili również sukcesy indywidualne. W 2006 roku Daniel Puchalski reprezentował Polskę podczas Mistrzostw Europy Kadetów w Sarajewie. Rok później został powołany do reprezentacji Polski na Mistrzostwa Europy Juniorów w Bratysławie, gdzie wraz z drużyną zajął 6. miejsce. W tym samym roku Kamil Puchalski został mistrzem Polski młodzików w tenisie stołowym.
W 2016 roku drużyna ponownie uzyskała awans do II ligi. W sezonie 2021/2022 zawodnicy zdobyli 1. miejsce w tych rozgrywkach, natomiast w sezonach 2022/2023, 2023/2024 i 2024/2025 kończyli rozgrywki na 2. miejscu w II lidze.

## Piłka ręczna
Sekcja piłki ręcznej powstała w klubie w 2002 roku. Już w następnym roku drużyna juniorek młodszych awansowała do półfinału Mistrzostw Polski, co było jednym z pierwszych sukcesów zespołu. W 2004 roku klub zdobył pierwszy medal w mistrzostwach kraju – drużyna młodzików w składzie Jakub Juchniewicz i Piotr Zdzienicki wywalczyła srebro podczas Mistrzostw Polski Młodzików w Wałczu. W tym samym roku drużyna dziewcząt zajęła drugie miejsce w debiutanckim sezonie występów w II lidze.
W 2005 roku zespół seniorek został rozwiązany, jednak młodsze grupy kontynuowały działalność. Młodzicy uzyskali wtedy awans do ćwierćfinału Mistrzostw Polski. W 2007 roku drużyna mężczyzn awansowała do II ligi, w której klub występował przez sześć sezonów. Najlepszym wynikiem był sezon 2009/2010, zakończony na 4. miejscu.
W 2014 roku zespół został wycofany z rozgrywek II ligi. W tym samym roku Bartosz Kowalczyk został podstawowym zawodnikiem reprezentacji Polski U-18 podczas Mistrzostw Europy w piłce ręcznej (7 meczów, 23 bramki), a rok później reprezentował Polskę U-19 na Mistrzostwach Świata, zdobywając 31 bramek w 7 meczach.
Po kilku latach przerwy, w sezonie 2023/2024 klub zgłosił drużynę piłki ręcznej do rozgrywek II ligi makroregionalnej, gdzie zajęła 8. miejsce. Tę samą lokatę zespół zajął również w sezonie 2024/2025.